# Thomas Hale Boggs Sr.

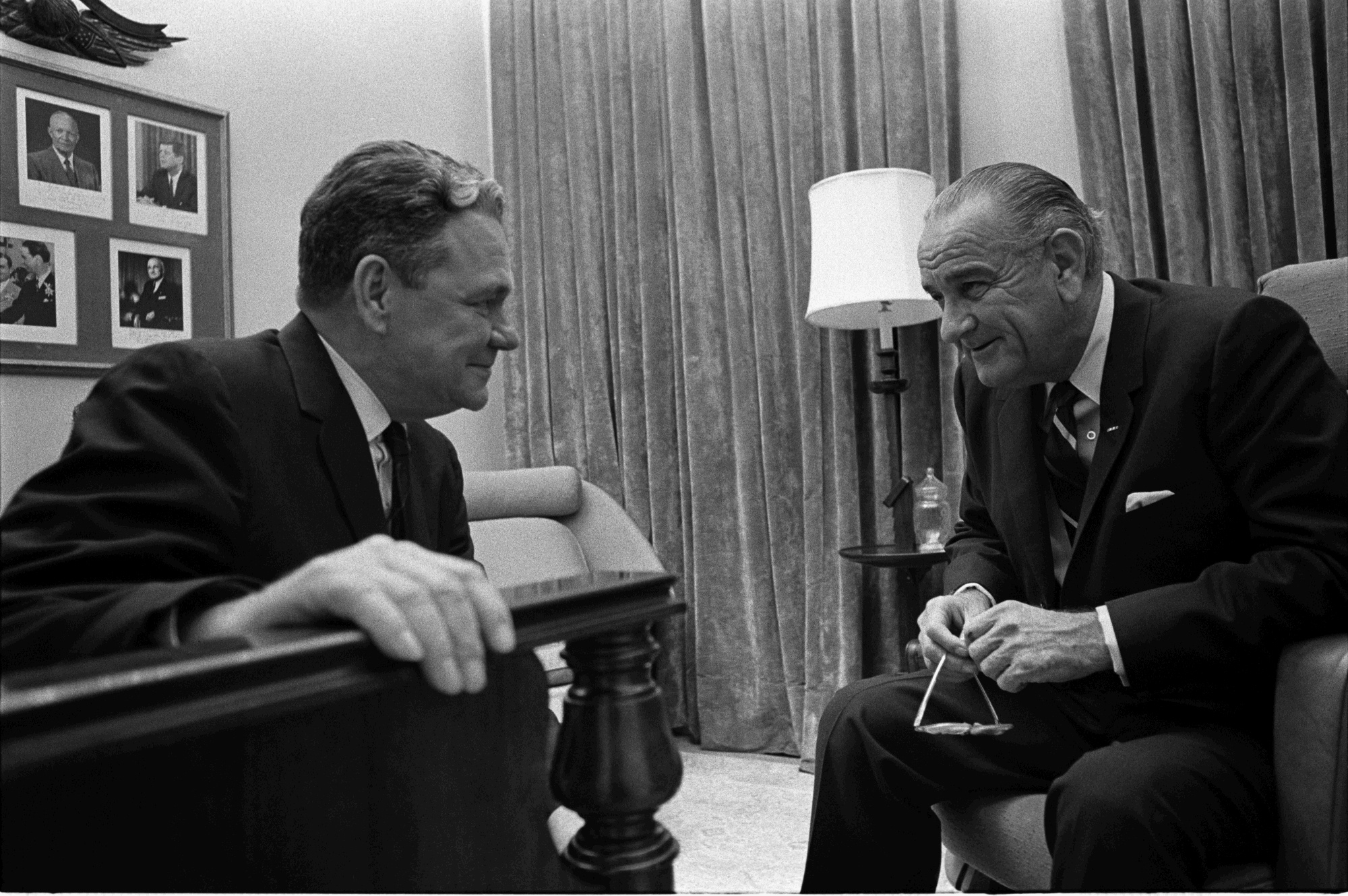
Thomas Hale Boggs Sr. z prezydentem Lyndonem B. Johnsonem

Thomas Hale Boggs Sr. (ur. 15 lutego 1914, zm. prawdopodobnie 16 października 1972) – amerykański prawnik i polityk związany z Partią Demokratyczną.
W dwóch różnych okresach reprezentował drugi okręg wyborczy w stanie Luizjana w Izbie Reprezentantów Stanów Zjednoczonych. Najpierw w latach 1941–1943 zasiadał tam przez jedną dwuletnią kadencję Kongresu Stanów Zjednoczonych, a następnie w latach 1947–1973 powrócił tam na kolejnych trzynaście kadencji. W 1972 roku został również pośmiertnie wybrany na kolejną kadencję.
Był jednym z członków Komisji Warrena powołanej przez Kongres Stanów Zjednoczonych do zbadania okoliczności zamachu na prezydenta Johna F. Kennedy’ego.
Za datę śmierci Boggsa uznaje się 16 października 1972 roku. Tego dnia Boggs podróżował samolotem z Anchorage do Juneau razem z kongresmenem z Alaski, Nickiem Begichem. Samolot którym lecieli zaginął, najprawdopodobniej ulegając katastrofie, jednak jego wraku mimo trwających kilkadziesiąt dni poszukiwań nie odnaleziono. Pomimo tego, Boggs wygrał wybory do Izby Reprezentantów, które odbyły się 7 listopada 1972 roku, kilka tygodni po zaginięciu jego samolotu. Specjalną uchwałą Kongresu Stanów Zjednoczonych z 3 stycznia 1973 roku uznano Boggsa za zmarłego i tego samego dnia oficjalnie zakończyła się jego kadencja w parlamencie Stanów Zjednoczonych. Na zajmowane przez niego miejsce w specjalnych wyborach uzupełniających została wybrana jego żona, Lindy Boggs.
Uczestnictwo Boggsa w komisji Warrena i niezwykłe okoliczności jego śmierci stały się podstawą licznych teorii spiskowych. Na przykład w fikcyjnej powieści Roberta Ludluma zatytułowanej Testament Matarese'a Boggs został zamordowany, aby uniemożliwić mu kontynuowanie śledztwa w sprawie zabójstwa prezydenta Kennedy’ego.